# 鄱陽湖

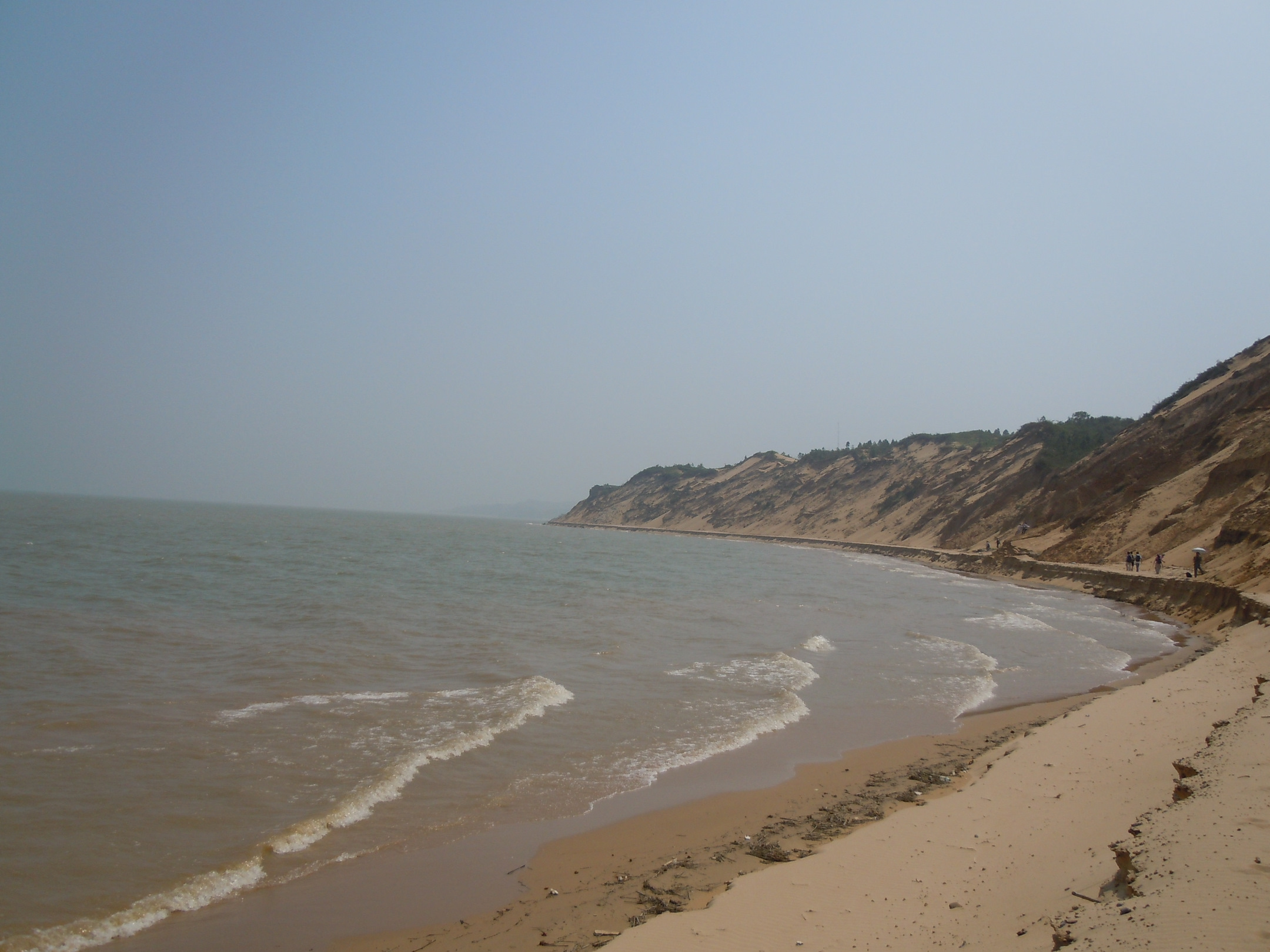
鄱陽湖の湖岸

鄱陽湖（はようこ、ポーヤンこ、簡体字: 鄱阳湖; 拼音: Póyáng Hú）は、中華人民共和国江西省北部、長江南岸にある湖。中国の淡水湖では最大。北緯29度00分、東経116度10分に位置する。贛江・撫河・信江・鄱江（饒河）・修水などの長江の支流が流入する。
湖の表面積は、季節により146km2から3,210km2まで変動し、長江の水流を調節する役目を果たす。
渡り鳥の生息地で鳥見が楽しめ、冬にはソデグロヅル、ナベヅル、コウノトリが飛来する。魚の宝庫で漁業が盛んだが乱獲などにより数が減り、現在では完全に禁漁となっている。絶滅危惧種のヨウスコウカワイルカが生息しており、保護を受けている。1992年3月にはラムサール条約登録地になった。長江で砂の採掘が禁止された2001年以降、鄱陽湖で砂が採掘されるようになった。年間2億3600万立方メートルもの砂が搬出され、上海や武漢の建造物に使われる。国際ツル財団によると、この砂の採掘により湖の水位が変わり、生活環境が大きく損なわれた。
紀元前から記録にある湖で、彭蠡沢、あるいは彭沢とも呼ばれた。何度も洪水を起こし、そのために築いた堤防が湖の中に残っている。
1363年、朱元璋軍と陳友諒軍の間で鄱陽湖の戦いが起こり、陳友諒が敗死したことでも知られる。
湖の北部には靴山島（鞋山島、大孤山島ともいう）があり、西には廬山がある。また、南部の贛江河口部の内陸デルタは2020年にラムサール条約登録地となった。